# مایکل نیکوز
مایکل نیکوز (انگلیسی: Michaël Niçoise؛ زادهٔ ۱۹ سپتامبر ۱۹۸۴) بازیکن فوتبال اهل فرانسه است.
از باشگاه‌هایی که در آن بازی کرده‌است می‌توان به باشگاه فوتبال اتنیکوس اچنا، باشگاه فوتبال پاری سن ژرمن، باشگاه ورزشی گنچلربیرلیغی، باشگاه فوتبال المپیک باجی، باشگاه فوتبال موستا، باشگاه فوتبال المصری، و باشگاه ورزشی آمیان اشاره کرد.
وی همچنین در تیم ملی فوتبال جزیره گوادلوپ بازی کرده‌است.